# In the Spirit
In the Spirit ist ein Jazzalbum von Joe McPhee. Die am 17. und 18. März 1999 in The Spirit Room in Rossie, New York, entstandenen Aufnahmen erschienen 1999 auf CIMP. Bei dem Aufnahmetermin entstand außerdem das Material für das Folgealbum No Greater Love.

## Hintergrund
Nach den Aufnahmen im September 1997 zu Specific Gravity (das allerdings erst 2001 erschien) entstand im März 1999 das erste Album des Musikers Joe McPhee (der hier Sopran- und Tenorsaxophon spielt) mit dem Holzbläser Joe Giardullo In the Spirit; dort arbeitete McPhee mit einem Quartett namens Joe McPhee's Bluette, das durch zwei langjährige Kollegen McPhees, die beiden Bassisten Michael Bisio und Dominic Duval, vervollständigt wurde. Auf dem Album finden sich mit „Deep River“ und „Just a Closer Walk with Thee“ zwei traditionelle Spirituals sowie Billie Holidays „God Bless the Child“, Curtis Mayfields „People Get Ready“ und McPhees eigenes „Astral Spirits“ und Duke Ellingtons „Come Sunday“, das mit seinem eigenen Stück „Birmingham Sunday“ kombiniert wurde.

## Titelliste
- Joe McPhee's Bluette: In the Spirit (CIMP 199; Spirit Room Series – Vol. 88)[1]

1. Deep River (Traditional) 9:30
2. People Get Ready (Curtis Mayfield) 11:58
3. God Bless the Child (Arthur Herzog Jr., Billie Holiday) 11:42
4. Birmingham Sunday / Come Sunday (Duke Ellington, Joe McPhee) 14:17
5. Astral Spirits (Joe McPhee) 8:30
6. Just a Closer Walk with Thee (Traditional) 7:24

## Rezeption
Steve Loewy verlieh dem Album in Allmusic viereinhalb Sterne und schrieb, die Tempi würden dazu neigen, schneckenhaft [langsam] zu sein, aber die Tiefe, Originalität und ungewöhnliche Instrumentierung mache diese eminent zugängliche Aufnahme zu einem Gewinn. McPhee sei ein wichtiger Beitrag zur Diskographie des Spirituals und gebe dieser Musikrichtung eine neue Perspektive, die jedoch die Tradition vollständig respektiere. Anmutig und geschmackvoll gespielt, probiere die – mit zwei Bassisten ungewöhnliche besetzte – Gruppe die freie Form, ohne die Melodien aus den Augen zu verlieren.
Richard Cook und Brian Morton zeichneten das Album mit dreieinhalb Sternen aus und schrieben in der sechsten Auflage des Penguin Guide to Jazz, in diesem Zusammenhang und mit McPhees üblicher Inbrunst gespielt, klängen sie in spiritueller Hinsicht stimmig. Die Kombination mit einem zweiten Bläser war schon immer ein interessanter Effekt auf McPhees Ansatz, so die Autoren, und hier sei er oft hinter dem Vordergrund und arbeite an der tiefen Melodie, während Giardullo im Vordergrund verschönere und improvisiere. Joe McPhees Begabung, eine unmodifizierte Live-Akustik für Retakes, Overdubbing und sorgfältiges Mischen zu verwenden, sei so beeindruckend wie nie zuvor, wie bei „Birmingham/Come Sunday“, als er Mikrofonpositionierung und veränderte Artikulation einsetzt.